# Cryptandra gemmata
Cryptandra gemmata är en brakvedsväxtart som beskrevs av Anthony R. Bean. Cryptandra gemmata ingår i släktet Cryptandra och familjen brakvedsväxter. Inga underarter finns listade i Catalogue of Life.